# Râul Penner

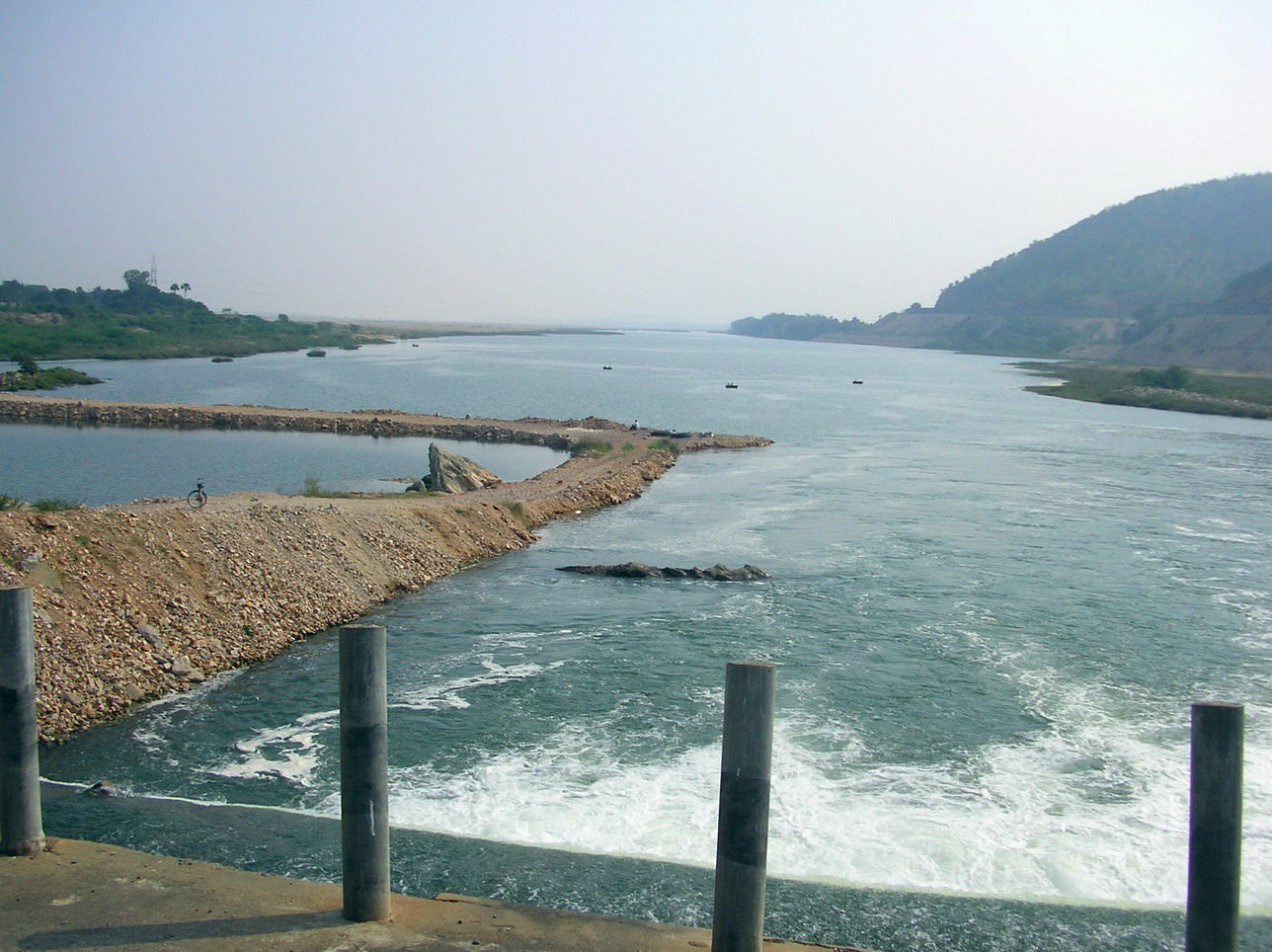
Râul Penner

Penner (ortografiat și Pennar, Penna sau Penneru) este un râu în sudul Indiei.